# 北信源
北京北信源软件股份有限公司（深交所：300352），简称北信源，是中华人民共和国的一家信息技术企业，其前身为1992年由创始人林皓在南京创立的南京信源自动化技术公司（简称南信源），而北信源则成立于1996年。目前公司以信息安全、网络安全解决方案与其产品为主营业务，2008年起位居中国大陆终端安全管理市场占有率第一位。

## 标志
北信源的标志是由一个人和钉子交错的形象组合而成，其中人的头经过变形扭曲后部分放大，状似钉子头；同时，人的下半身也替换为钉子螺纹的式样。北信源官方表示螺丝钉代表钻研精神、钉子精神。其人像即为创始人林皓，已取得肖像使用权，林皓本人也认为，应对科技、对产品战略的坚持精神有非常执着的追求。不过该公司的标志设计遭到了一些人士的批评和质疑。

## 历史
北信源的创始人为林皓，毕业于原电子工业部杭州电子工业学院（现杭州电子科技大学），此后在电子工业部南京第十四研究所研究芯片和电路，其进入信息安全产业缘起于中国第一例电脑病毒“小球病毒”。由于研究所内的电脑遭到病毒感染，所编写的程序被损坏，因此林皓开发了“硬盘卫士”，使数据得以恢复。
林皓自1991年起开始从事杀毒软件的研究，先后开发了“单机版防病毒系统”（HDGUARD&VRV）和“网络版防病毒系统”（LANVRV），之后又相继开发出网络服务端、病毒集中管理系统、UNIX、NOTES 等网络杀毒产品，并编程引入了一系列技术，实现了杀毒软件集中监控中心、病毒引擎和病毒库结构的基础设计。这些产品之后统称为VRV系列，“VRV”是“计算机病毒移除成功”的缩写。1992年11月，林皓以南京市白下区瑞金路街道办事处生产服务管理站的名义登记注册南京信源自动化技术公司（简称南信源），该公司名义上为集体企业，实际上是一家私人企业。林皓因其在防病毒领域的突出成就，自1996年起担任公安部门的网络安全专家。
1996年，林皓在北京海淀创立北信源，创立的最初目的系成立一个计算机软件销售公司，配合南信源公司进行“VRV”防病毒软件生产和销售业务，拓展北方区域市场。1999年3月，南信源公司注销，此后林皓在“VRV”防病毒技术基础上对病毒库进行丰富后将其更名为“杀毒专家”，并授权北信源无偿使用。2000年，“杀毒专家”获得国家版权局的著作权登记证书。2002年9月30日，林皓将“杀毒专家”以增资形式注入北信源。
2001年，林皓注意到一些涉密网络与互联网直接连接而存在数据泄密、黑客袭击等潜在风险，他开始利用个人业余时间进行“违规联网监控”的研发，2002年12月正式定版并对机构客户发行。2003年，“违规联网监控”注入北信源，自此进入终端安全管理领域。
2006年，北信源以已有的防病毒和终端安全管理产品的关键技术为基础，开始数据安全管理产品的研发。2009年又研制出安全管理平台产品。
2010年11月23日，北信源发布免费数据保护产品“数据装甲（KDSEC）”，重返个人安全市场，主要作用在于保护用户计算机系统不受攻击，防止用户系统中各项数据被盗取或非法修改。同年，由北信源参与完成的“跨安全域隔离与信息交换技术及应用”项目获得国家科技进步二等奖。
2012年9月12日，北信源在深圳证券交易所创业板上市交易。此前的9月3日，北信源更新了2012年1~6月数据的招股说明书，其中占销售收入50%的核心产品降价近4成，综合毛利率下降4个百分点。此前，其产品毛利率高达90%而引发关注。
2013年12月，北信源宣布在马来西亚设立全资子公司，以此进入海外市场并谋求国际化。
2014年3月20日，北信源推出的Windows XP停服应对产品“金甲防线”通过中国信息安全评测中心认证，是中国大陆首个获得中国大陆评测认证的保护XP系统安全的产品。
2016年3月24日，北信源公司发布“信源豆豆（信源密信）”通信聚合平台，为用户提供安全即时通讯、办公、视频会议、任务管理、流程化管理、应用开发、万物互联、互联互通、聚合推广等多层次的平台服务。目前“信源豆豆”平台实现北信源旗下全部产品的覆盖。

## 业务
北信源以信息安全产品和解决方案作为主营业务，是中国大陆最早建立“泛”终端安全管理体系的安全厂商，实现了对各类型终端的一体化管控，产品包括网络接入控制、防火墙、入侵防御监测、网络安全审计等边界及网络安全产品等，覆盖终端安全、网络安全、数据安全、大数据安全、云安全、移动安全、物联网安全等领域。北信源的主要客户为党政军企、金融、能源、运营商、医疗等机构，北信源安全产品在政府各部委总部的覆盖率达60%，军工企业覆盖率达98%，能源企业总部覆盖率达90%。而自2001年起，北信源亦参与到重大会议、活动的安全保障工作，如每年全国两会、中共党代会、北京奥运会、APEC会议、G20峰会、金砖峰会、青岛上合峰会、国家网络安全重大活动等。同时被国家网络与信息安全信息通报中心、全国信息网络安全联盟聘为技术支持单位，被北京市公安局聘为网络信息安全技术保障单位，并主导和参与了国家军队保密、机要、信访等一些重要领域的云办公的相关标准制定。

### 主要产品
- 信源密信
- 网络安全应急指挥系统
- 社区智慧平台
- 信创一体化综合管理系统
- 分布式存储系统
- 数据库安全防护系统
- 防火墙
- 网络接入控制系统、网络边界检测系统